# 贝伦多夫 (下莱茵省)
贝伦多夫（法語：Baerendorf，亦作，法語發音：[bɛʁəndɔʁf]；莱茵法兰克语：Bäredorf）是法国下莱茵省的一个市镇，属于萨韦尔讷区。

## 地理
贝伦多夫（48°50'18"N, 7°5'6"E）面积7.53 平方千米，位于法国大東部大區下莱茵省，该省份为法国大陆部分最东部的省份，是阿尔萨斯的一部分，今与上莱茵省组成了阿尔萨斯欧洲集体，其南至上莱茵省，西南接孚日省和默尔特-摩泽尔省，西接摩泽尔省，北与德国接壤。
与贝伦多夫接壤的市镇（或旧市镇、城区）包括：波斯特罗夫、埃什维莱尔、格尔林根、伊尔斯克朗、基尔贝格、劳维莱尔。
贝伦多夫的时区为UTC+01:00、UTC+02:00（夏令时）。

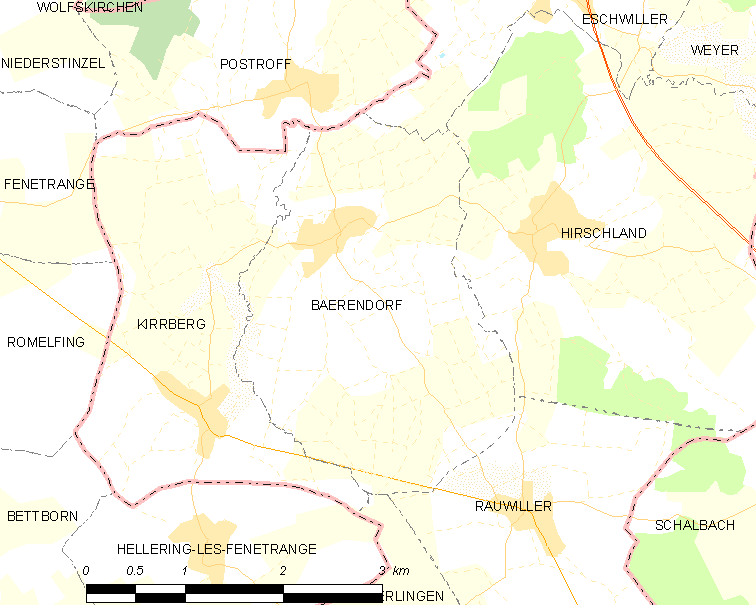
贝伦多夫的OSM定位图

## 行政
贝伦多夫的邮政编码为67320，INSEE市镇编码为67017。

## 政治
贝伦多夫所属的省级选区为英维莱尔县。

## 人口

1962-2008年间贝伦多夫人口变化图示

贝伦多夫于2022年1月1日时的人口数量为301人。